# Simpen Kidul
Simpen Kidul is een bestuurslaag in het regentschap Garut van de provincie West-Java, Indonesië. Simpen Kidul telt 6194 inwoners (volkstelling 2010).